# TT22
| V29 | H | Y1 |

| V29 | H | Y1 |

| i | mn · n | mr | i | i |

| i | mn · n | mr | i | i |

TT22 (Theban Tomb 22) è la sigla che identifica una delle Tombe dei Nobili ubicate nell’area della cosiddetta Necropoli Tebana, sulla sponda occidentale del Nilo dinanzi alla città di Luxor, in Egitto. Destinata a sepolture di nobili e funzionari connessi alle case regnanti, specie del Nuovo Regno, l'area venne sfruttata, come necropoli, fin dall'Antico Regno e, successivamente, sino al periodo Saitico (con la XXVI dinastia) e Tolemaico.

## Titolare
TT22 Era la tomba di:
| Titolare                              | Titolo                                                                                  | Necropoli           | Dinastia/Periodo              | Note                           |
| ------------------------------------- | --------------------------------------------------------------------------------------- | ------------------- | ----------------------------- | ------------------------------ |
| Wah parzialmente usurpata da Meryamon | Portatore della coppa del re (Wha) / Figlio maggiore del re (Thutmosi III ?) (Meryamon) | Sheikh Abd el-Qurna | XVIII dinastia (Thutmosi III) | a sud-ovest delle TT42 e TT110 |

## Biografie
Wah, maggiordomo del re, deteneva anche il titolo di supervisore del "ruyt". Con tale termine si indicava, stricto sensu, un'entrata del palazzo reale; per estensione, al supervisore del "ruyt" spettava la sicurezza e il controllo anche dell'accesso all'ufficio del visir.
La tomba TT22 venne successivamente parzialmente usurpata da Meryamon, indicato senza alcun titolo se non quello di figlio maggiore del re Thutmosi III, sposato con una donna di nome Hatshepsut (omonima della regina).

## La tomba
Planimetricamente TT22 rientra nei canoni tipici del periodo a "T" rovesciata. Le scene rappresentate sulle pareti della tomba, specie riguardanti Meryamon, seguono un canone basato su una griglia quadrata di circa 53 mm di lato; comprendono una coppia a banchetto al cui fianco siede una figlia, con altri ospiti ed un concerto di musici che comprende due donne che danzano accompagnandosi con un flauto doppio e una lira, un liutista e un arpista maschio, una donna con tamburello e fanciulle nubiane danzanti. In altra scena, il defunto e la famiglia a caccia di anatre in palude; altre partizioni delle pareti sono coperte da testi sacri.

### Annotazioni
1. ↑  La prima numerazione delle tombe, dalla numero 1 alla 253, risale al 1913 con l’edizione del "Topographical Catalogue of the Private Tombs of Thebes" di Alan Gardiner e Arthur Weigall. Le tombe erano numerate in ordine di scoperta e non geografico; ugualmente in ordine cronologico di scoperta sono le tombe dalla 253 in poi.
2. ↑  I campi della Duat, ovvero l'aldilà egizio, si trovavano, secondo le credenze, proprio sulla riva occidentale del grande fiume.
3. ↑  Nella sua epoca di utilizzo, l'area era nota come "Quella di fronte al suo Signore" (con riferimento alla riva orientale, dove si trovavano le strutture dei Palazzi di residenza dei re e i templi dei principali dei) o, più semplicemente, "Occidente di Tebe".
4. ↑  le Tombe dei Nobili, benché raggruppate in un'unica area, sono di fatto distribuite su più necropoli distinte.
5. ↑  Le note, sovente di inquadramento topografico della tomba, sono tratte dal "Topographical Catalogue" di Gardiner e Weigall, ed. 1913 e fanno perciò riferimento alla situazione dell'epoca.

### Fonti
1. 1 2  Porter e Moss 1927,  pp. 37-38.
2. ↑  Gardiner e Weigall 1913.
3. ↑  Donadoni 1999,  p. 115.
4. ↑  O'Connor e Cline 2006.
5. ↑  Porter e Moss 1927,  p. 37.
6. ↑  Porter e Moss 1927,  p. 30.
7. 1 2  Mackay 1917,  pp. 74-85.
8. ↑  Porter e Moss 1927,  pp. 35-37.
9. ↑  Porter e Moss 1927,  p. 38.